# Kopnäs
Kopnäs är en halvö i Åland (Finland). Den ligger i den södra delen av landskapet, 9 km sydost om huvudstaden Mariehamn. Kopnäs ligger på ön Fasta Åland.